# Welcome to My World
«Welcome to My World» es una canción grabada por el grupo femenino surcoreano Aespa con la participación de Naevis. Fue lanzada como un sencillo de prelanzamiento para su tercer EP, My World, por SM Entertainment el 2 de mayo de 2023.

## Antecedentes y lanzamiento
El 16 de febrero de 2023, Lee Sung-soo publicó un video de 30 minutos en el que afirmó: «Lee Soo-man fue la razón por la que la canción de Aespa se retrasó» y señaló que el grupo debía lanzar nuevas canciones el 20 de febrero. Además, mencionó que Soo-man quería incluir temas ambientalistas, como la plantación de árboles y la sostenibilidad, en las canciones. Sin embargo, estas ideas fueron descartadas porque «no encajaban con el concepto del grupo» y provocaron malestar en el mismo. El 16 de marzo, SM Entertainment anunció que Aespa lanzaría un nuevo disco a principios de mayo. Posteriormente, el 17 de abril, se reveló que el tercer EP del grupo, titulado My World y compuesto por seis canciones, sería lanzado el 8 de mayo. También se informó que «Welcome to My World» sería prelanzado el 2 de mayo. El 26 de abril, se confirmó que Naevis, el personaje de inteligencia artificial del universo narrativo SMCU de Aespa, participaría en la canción como una artista virtual. Finalmente, el 2 de mayo, «Welcome to My World» fue lanzado junto con su videoclip oficial.

## Composición
«Welcome to My World» fue escrita por Ellie Suh (153/Joombas), Hyun Ji-won y Danke (Lalala Studio), mientras que su composición y arreglo estuvieron a cargo de Mich Hansen y Jacob «Ubizz» Uchorczak, con la colaboración de Celine Svanbäck y Patrizia Helander en la composición. La canción ha sido descrita como una canción de pop y pop alternativo con un estilo «onírico» y «majestuoso» destacada por su «riff de guitarra y orquestación». Sus letras invitan tanto a Naevis como a los oyentes a adentrarse en el mundo musical de Aespa. «Welcome to My World» está compuesta en la tonalidad de sol mayor y tiene un tempo de 152 pulsaciones por minuto.

## Videoclip
El videoclip presenta a las integrantes del grupo «adentrándose en un bosque y conectándose con la naturaleza», mientras «una misteriosa aura las acompaña a lo largo de su travesía». Más adelante, se revela que esta aura es Naevis, «un sistema de inteligencia artificial personificado del universo del grupo».

## Recepción
En la lista de las mejores canciones de K-pop de 2023 publicada por NME a mitad de año, Abby Webster destacó que la canción «estableció el tono con una alquimia perfectamente equilibrada entre fuerza y suavidad (o, como ella lo describe, salado y dulce)» y la calificó como «un oasis refrescante en su universo digital».
| Crítica/Publicación | Lista                                     | Posición | Ref.   |
| ------------------- | ----------------------------------------- | -------- | ------ |
| Business Insider    | Las mejores canciones de K-pop de 2023    | 3        | [ 13 ] |
| Dazed               | Las 50 mejores canciones de K-pop de 2023 | 13       | [ 14 ] |

## Posicionamiento en listas

### Listas semanales
| Lista (2023)              | Mejor posición |
| ------------------------- | -------------- |
| Corea del Sur (Circle)    | 64             |
| Singapur (RIAS Regional)  | 26             |
| Vietnam (Vietnam Hot 100) | 63             |

### Lista mensual
| Lista (2023)           | Mejor posición |
| ---------------------- | -------------- |
| Corea del Sur (Circle) | 92             |

## Historial de lanzamiento
| Región | Fecha             | Formato(s)                  | Discográfica(s)     |
| ------ | ----------------- | --------------------------- | ------------------- |
| Varios | 2 de mayo de 2023 | Descarga digital, streaming | SM, Warner, Dreamus |